# Spaniopus japonicus
Spaniopus japonicus är en stekelart som beskrevs av Kamijo 1981. Spaniopus japonicus ingår i släktet Spaniopus och familjen puppglanssteklar. Inga underarter finns listade i Catalogue of Life.